# 로잘린트 폰 시라흐
로잘린트 폰 시라흐(독일어: Rosalind von Schirach, 1898년 4월 21일 ~ 1981년 12월 13일)는 독일의 오페라 가수로 주로 리릭 소프라노로 알려져 있다.
1920년부터 1925년까지 그녀는 로자 린트라는 예명으로 라이프치히 오페라에서 공연했다. 1925년부터 1928년까지 그녀는 만하임 국립극장에서 칼라투라 소프라노로서 로사 린드로 공연했다. 그녀는 이후 1930년부터 1935년까지 그녀의 본명인 로잘린트 폰 시라흐라는 리릭 소프라노로 도이체 베를린 오페라에서 공연했다. 그녀는 1935년에 베를린 국립 오페라 극장으로 옮겼다. 그녀는 1935년에 런던의 로열 오페라 하우스에서 공연했다.
그녀는 초기 제3제국에서 "노르딕-아리아 가수의 이상적인 이미지"로 묘사되었다. 그녀는 1932년에 나치당에 입당했다. 도이체 작전에서 그녀는 연인 바리톤 게르하르트 휘쉬의 도움을 받아 나치 직원 감방을 조직했다.
그녀는 시라흐 가문의 귀족 가문의 일원인 극장 감독 카를 폰 시라흐와 그의 미국인 부인 엠마 미들턴 린아 틸루의 딸이었다. 그녀에게는 나치의 청년 지도자 발두어 폰 시라흐를 포함한 두 명의 형제가 있었다.
그녀는 빅토르 보르시니 에들러 폰 호엔슈테른과 결혼했다. 그녀는 기독교인이었지만 교회를 떠났을지도 모른다.